# Hermann Mertz von Quirnheim

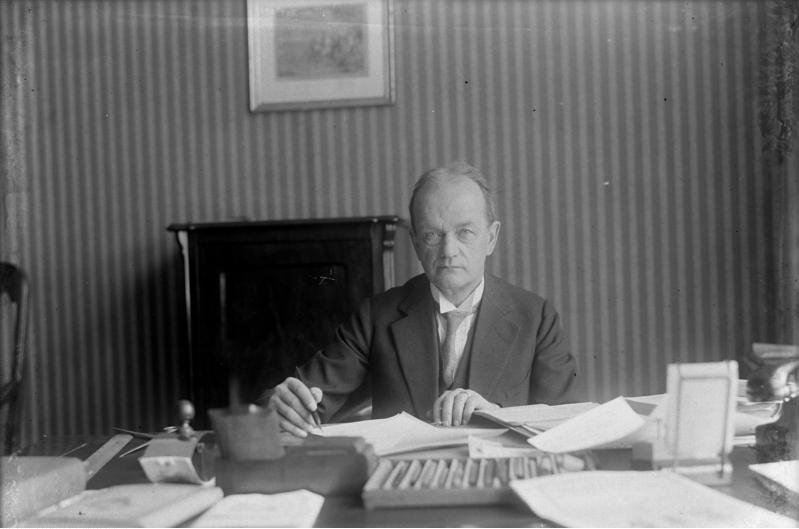
Hermann Mertz von Quirnheim (März 1930)

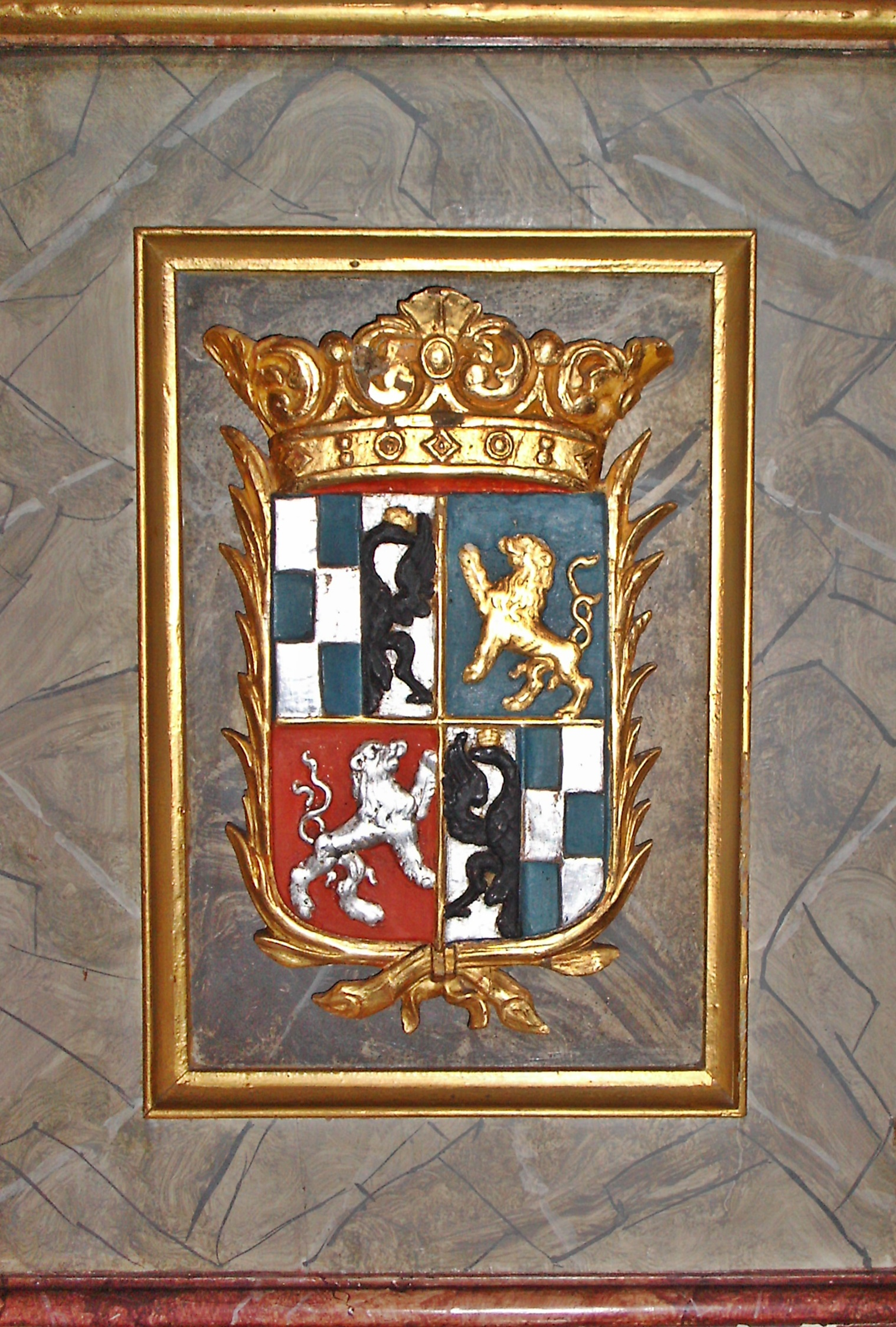
Familienwappen des Adelsgeschlechtes der Ritter Mertz von Quirnheim

Christoph Emanuel Hermann Ritter Mertz von Quirnheim (* 23. Juli 1866 in Ansbach; † 5. Januar 1947 in Blankenburg (Harz)) war deutscher Generalleutnant sowie von 1919 bis 1931 Präsident des Reichsarchivs.

## Leben

### Herkunft
Hermann Ritter Mertz von Quirnheim entstammte einem alten ursprünglich kurmainzischen, später pfälzischen Geschlecht namens Merz. Er war der Sohn des bayerischen Brandversicherungsinspektors in Ansbach, Albrecht Ritter Mertz von Quirnheim (1824–1878), und dessen Ehefrau Friederike, geborene Hetzel (1837–1908). Sein Großvater Karl Josef von Merz (1789–1846) wurde wie sein Vater noch in der Pfalz geboren. Der Großvater begründete die bayerisch-fränkische Linie der Familie und wurde am 12. Dezember 1839 als Karl Josef Ritter Merz von Quirnheim in die bayerische Adelsmatrikel aufgenommen. Der Vater änderte bei seiner Heirat den Namen in die historisch auch übliche Schreibweise Mertz.

### Karriere
Am 16. August 1887 trat Mertz nach Absolvierung eines Humanistischen Gymnasiums als Dreijährig-Freiwilliger in das 9. Infanterie-Regiment „Wrede“ der Bayerischen Armee ein. Vom 1. März 1888 bis 22. Januar 1889 folgte die Kommandierung zur Kriegsschule München und im Anschluss daran seine Beförderung zum Sekondeleutnant. Ein Duell führte 1889 zu einem Militärgerichtsverfahren. Ab 1892 war er als Adjutant des Bezirkskommandos Nürnberg für zwei Jahre kommandiert. Zur weiteren Ausbildung absolvierte er ab Oktober 1894 für drei Jahre die Kriegsakademie, die ihm die Qualifikation für den Generalstab, die Höhere Adjutantur und das Lehrfach aussprach. Im weiteren Verlauf seiner Militärkarriere kehrte er 1908 als Lehrer an die Akademie zurück und unterrichtete bis 1911 Taktik, Heeresorganisation bzw. Generalstabsdienst. Mertz war dann zwei Jahre im Generalstab des III. Armee-Korps tätig und wurde 1913 Bataillonskommandeur im 6. Infanterie-Regiment „Kaiser Wilhelm, König von Preußen“.
Mit Ausbruch des Ersten Weltkriegs wurde Mertz Erster Generalstabsoffizier im Generalstab der 6. Armee. Diese Stellung hatte er bis August 1916 inne. Dann übernahm er die Abteilung „Balkan“ beim Generalstab des Feldheeres, die die Lage auf dem Balkan und in Asien bearbeitete. Obgleich der Balkan-Abteilung nur untergeordnete Bedeutung zukam und Mertz der Politik der 3. Obersten Heeresleitung kritisch gegenüberstand, genoss er das Vertrauen Ludendorffs. Nach den anfänglichen Erfolgen der Deutschen Frühjahresoffensive 1918 wurde er am 28. März 1918 mit dem Orden Pour le Mérite ausgezeichnet. Er gehörte zu einer Gruppe von Stabsoffizieren, die Ende September 1918 die Initiative ergriff, damit Ludendorff offiziell die Einleitung von Waffenstillstandsverhandlungen forderte.
Nachdem Ludendorff am 18. Oktober 1918 die Gründung einer kriegsgeschichtlichen Abteilung beim Chef des Generalstabes des Feldheeres angeordnet hatte, wurde am 1. Februar 1919 die Dienststelle des Oberquartiermeisters Kriegsgeschichte geschaffen und Mertz von Quirnheim unterstellt. Vom 23. Januar bis 30. September 1919 amtierte er außerdem als letzter bayerischer Militärbevollmächtigter in Berlin. Anschließend erfolgte seine Verabschiedung aus dem aktiven Dienst.
Am 1. Oktober 1919 übernahm Mertz die Präsidentschaft des Reichsarchivs in Potsdam, dem er bis zum 31. Oktober 1931 vorstand. In dieser Eigenschaft erhielt er am 24. Januar 1921 den Charakter als Generalmajor. Sein Nachfolger wurde Hans von Haeften (1870–1937).	
Als politischer Pragmatiker war Mertz auch einem republikanischen Innenminister vermittelbar, während er nicht nur Kenntnisse der Verhältnisse in der obersten militärischen Führung des Kaiserreichs vorweisen konnte, sondern auch ein enges, loyales Verhältnis zu Hindenburg und Ludendorff unterhielt. Für Hindenburg verfasste er den militärischen Teil von dessen Memoiren.
1926 verlieh ihm die Universität Leipzig die Ehrendoktorwürde (Dr. phil.). Am 27. August 1939, dem sogenannten „Tannenbergtag“, erhielt Mertz den Charakter als Generalleutnant.
Nach dem missglückten Attentat vom 20. Juli 1944 auf Adolf Hitler, an dem sein Sohn Albrecht maßgeblich beteiligt war, wurde er von der Gestapo in Sippenhaft genommen. Er verbrachte seinen Lebensabend in Blankenburg am Harz, der Heimat seines Schwiegersohnes Otto Korfes, im Kreise seiner Familie.

### Familie
Mertz heiratete 1899 die in Südafrika aufgewachsene Schwester des Baurates Walter Hohmann, Eleonore Hohmann (1875–1954), und hatte mit ihr die zwei Töchter sowie einen Sohn. Albrecht (1905–1944) gehörte im Dritten Reich als Oberst zum Kern der militärischen Widerstandskämpfer um Oberst Claus Schenk Graf von Stauffenberg und wurde noch in der Nacht des 20. Juli 1944 im Hof des Berliner Bendlerblocks standrechtlich erschossen.	
Seine älteste Tochter Erika (1900–1986) heiratete im Juni 1925 den Militär-Archivar Wilhelm Dieckmann, der als Hauptmann der Reserve im Potsdamer Infanterie-Regiment 9 ebenfalls zum Kreis der Widerstandskämpfer vom 20. Juli 1944 zählte. Auch Wilhelm Dieckmann wurde nach dem Attentat ermordet.
Die zweite Tochter Gudrun (1907–1979) war seit 1929 verheiratet mit Otto Korfes, zunächst Generalmajor der Wehrmacht sowie später Generalmajor der Kasernierten Volkspolizei der DDR. Dieser gehörte seit seiner russischen Kriegsgefangenschaft (1943–1948) als führendes Mitglied dem Nationalkomitee Freies Deutschland an, das aus der Sowjetunion heraus das NS-Regime bekämpfte.